# جک گور
جک گور (انگلیسی: Jack Gurr؛ زادهٔ ۲۶ نوامبر ۱۹۹۵) بازیکن فوتبال است.